# Crassolaimus bipapillatus
Crassolaimus bipapillatus är en rundmaskart som beskrevs av Christian Wieser 1951. Crassolaimus bipapillatus ingår i släktet Crassolaimus och familjen Desmodoridae. Inga underarter finns listade i Catalogue of Life.